# Koroborace
Koroborace (z lat. cor-roborare, tj. upevňovat, posilovat) je v diplomatice označení pro tu část listiny, kde je uveden způsob ověření platnosti písemnosti a jejího obsahu. Koroborace je poslední částí textu před eschatokolem. V kancelářích světských i duchovních vydavatelů se používaly schematizované stereotypně se opakující formule.

## Význam
Koroborace oznamuje, jakým způsobem se potvrzuje právní platnost listiny – pečetí či podpisem vydavatele nebo svědků. Kromě toho se v koroboraci nachází i označení pro samotnou listinu buď podle vnějších znaků (např. scriptum, carta, pagina) nebo podle druhu právního pořízení (např. praeceptum, privilegium, concessio, traditio), občas i uvedení obou vlastností.
Koroborace se nacházejí již v listinách ze 6. století, např. u papeže Řehoře I., přesto se v papežských listinách vyskytuje jen zřídka.

## Příklady
- Et ut haec nostrae traditionis auctoritas stabilis et inconvulsa permaneat, hanc praecepti paginam inde conscriptam manu propria roborantes sigilli nostri inpressione insigniri iussimus. (1002, Jindřich II.) – A aby autorita tohoto našeho povolení zůstala pevná a nepřerušená, nařídili jsme tuto naši vlastní rukou potvrzenou listinu označit přitištěním naší pečetě.

- Ut autem hec concessio nostra stabilis habeatur et rata, presenti pagina eandem et sigillorum nostrorum munimine roboramus, rogantes venerabilem patrem Rubertum, Olomucensem episcopum, qui et presens fuit, ut ad maiorem huius concessionis firmitatem suum sigillum apponeret, quod et fecit. (1223, Přemysl Otakar I.) – Aby pak toto naše povolení bylo stálé a pevné, potvrzujeme je touto listinou a ochranou naší pečeti, žádajíce ctihodného otce Roberta, biskupa olomouckého, který byl také přítomen, aby připojil svou pečeť k větší pevnosti tohoto povolení, což také učinil.

- In cuius rei testimonium et robur presens privilegiem fieri et sigillis maiestatis nostre fecimus communiri. (1274, Přemysl Otakar II.) – Na potvrzení toho a posílení tohoto privilegia nechali jsme přivěsit naši královskou pečeť.

- Mit urkund dises briefes vorsigelt mit unser stad grozen ynsigel. (1367, město Most) – Na stvrzení tohoto listu zpečetěno naší městskou velkou pečetí.

- Mit urkunt dicz brives vorsigelt mit unserm kuniglichin maiestat insigel. (1395, Václav IV.) – Na stvrzení tohoto listu zpečetěno naší královskou majestátní pečetí.

- Myt urkunt dissis brieves versigelt myt unserm kuniglichem anhangenden insigel. (1420, Zikmund Lucemburský) – Na stvrzení tohoto listu zpečetěno naší královskou přivěšenou pečetí.

- Tomu na svědomí pečeť naší královsku kázali sme přivěsiti k tomuto listu. (1467, Jiří z Poděbrad)

- Na potvrzení a zdržení toho my nadepsaní jistec a rukojmě oba společně pečeti své vlastní s dobrým naším vědomím a s plným a s celým přiznáním dali jsme přivěsiti k tomuto listu dobrovolně. A k tomu připrosivše urozeného panoši Petra z Črnčic bytem v Žatci, že jest pečeť svu vlastní toliko na svědomí dal přivěsiti k tomuto listu však sobě, dědicom a buducím svým bez škody a k tomu také též prosili jsme slovutného pana Daniele z Vitímevsi bytem též v Žatci, že jest také sekret svuoj vlastní toliko též na svědomí dal přivěsiti k tomuto listu však sobě také dědicom a buducím svým bez škody. (1505, Kliment z Čepiroh)

- Na potvrzení i buducí paměť toho pečeť mu vlastní dal jsem přitisknuti k tomuto listu dobrovolně prosiv urozených vladyk pana Henrycha Valeckého z Daupova a pana Jana Vlčího Hrdla ze Všehrd, že jsou také pečeti své dali jim bez škody na svědomí podle mne přitisknuti k témužto listu. (1524, Mikuláš starší Hýzrle z Chodů)

- A toho na svědomí já svrchu psaný Wolf Kapléř z Sulevic nemají na ten čas pečeti své, prosil sem urozeného pana Tomše Kapléře z Sulevic a na Duchcově strejce svého, že jest dal pečeť svu vlastní přirození k tomuto listu přitisknuti (1526)

- Tomu na svědomí pečeť naší královsku menší k tomuto listu přitisknuti jsme rozkázali. (1539, Ferdinand I., missiv)

- Tomu na svědomí pečeť naší královsku k tomu listu jsme přivěsiti rozkázati a ruku vlastní se podepsati ráčili. (1549, Ferdinand I., majestát)

- Zu Urkund dieses Briefs besiglet mit unserem kaiserlichen königlichen anhangenden größern Insigl. (1749, Marie Terezie) – Na stvrzení tohoto listu zpečetěno naší císařsko-královskou přivěšenou větší pečetí.